# ラス・フリーマン (ピアニスト)
ラス・フリーマン（Russ Freeman、1926年5月28日 - 2002年6月27日）は、ビバップ、クール・ジャズのピアニストにして作曲家。
当初、フリーマンはクラシックの訓練を受けていた。ジャズ・ピアニストとしての彼の評判は、1940年代にアート・ペッパーやショーティー・ロジャースと仕事をした後に高まっていった。1947年の「ホーム・クッキング」ジャズ・セッションではチャーリー・パーカーと共演した。1950年代には、チェット・ベイカー、シェリー・マン、アート・ペッパーとの数多くのコラボレーションが続いた。これらのコラボレーションには、1954年にラス・フリーマンとジャズ・トランペッターのクリフォード・ブラウンとで録音されたアルバム『ジャズ・イモータル』が含まれており、これは主要ミュージシャンとしてブラウンとズート・シムズがクレジットされた。『ジャズ・イモータル』では、数多くのクリフォード・ブラウン作品を録音したラス・フリーマン参加によるコンボの演奏を聴ける。
1957年、彼はアンドレ・プレヴィンとのアルバム『ダブル・プレイ』でコラボレーションし、2人はお互いにピアノを弾き、シェリー・マンのドラムのみが加わった。
1988年、キース・ジャレットはパリでのソロ・コンサートにおいてフリーマンの「The Wind」の彼によるバージョンを演奏し、アルバム『パリ・コンサート』に収録された。1991年、マライア・キャリーはアルバム『エモーションズ』にて「The Wind」に自分で歌詞を書いて収録した。フリーマンはジェリー・グラッドストーンのオリジナル歌詞から「The Wind」を書いた。1950年代から1960年代にかけて、チェット・ベイカー、レオ・ライト、スタン・ゲッツなどによってインストゥルメンタルで演奏され、ボーカリストのジューン・クリスティ（アルバム『The Misty Miss Christy』）によって歌われた。フリーマンのピアノは、ベイカーによる1954年の「The Wind」の録音でフィーチャーされている（アルバム『チェット・ベイカー&ストリングス』収録）。フリーマンは、2002年にラスベガスで亡くなる前に、ジャズ・ピアニストから映画スコアなどの作曲家へと転身し、生涯を通じて音楽に忙殺された。
フリーマンは3回結婚し、2回目の結婚で一人娘ポーラ・ケンリー・フリーマンをもうけた。彼には孫はいなかった。彼の娘は2009年にシアトルからオランダに移住し、父親との関係についてのインタビューがヨーロッパの雑誌『PianoWereld』の2009年5月号に掲載された。

## ディスコグラフィ

### リーダー・アルバム
- 『ザ・ラス・フリーマン・トリオ』 - The Russ Freeman Trio (1954年、Pacific Jazz)
- Shelly Manne & Russ Freeman (1955年、Contemporary) ※with シェリー・マン
- 『トリオ』 - Trio (1956年、Pacific Jazz) ※with ディック・ツワージク[1]
- 『ダブル・プレイ』 - Double Play! (1957年、Contemporary) ※with アンドレ・プレヴィン
- 『ムーチョ・カラー』 - Mucho Calor (Much Heat) (1958年、Andex) ※with アート・ペッパー、コンテ・カンドリ、ベン・タッカー、ビル・パーキンス、チャック・フローレス
- 『ワン・オン・ワン』 - One On One (1982年、Atlas) ※with シェリー・マン

### 参加アルバム
チェット・ベイカー
- 『チェット・ベイカー・シングス』 - Chet Baker Sings (1953年、Pacific Jazz)
- 『チェット・ベイカー・カルテット feat. ラス・フリーマン』 - Chet Baker Quartet featuring Russ Freeman (1953年、Pacific Jazz)
- 『チェット・ベイカー&ストリングス』 - Chet Baker & Strings (1954年、Columbia)
- 『ジャズ・アット・アン・アーバー』 - Jazz at Ann Arbor (1954年、Pacific Jazz)
- 『トランペットの芸術』 - The Trumpet Artistry of Chet Baker (1955年、Pacific Jazz) ※1953年-1954年録音
- Chet Baker Sings and Plays (1955年、Pacific Jazz) ※EP
- 『チェット・ベイカー＝ラス・フリーマン・カルテット』 - Quartet: Russ Freeman/Chet Baker (1956年、Pacific Jazz)
- 『プリティ・グルーヴィー』 - Pretty/Groovy (1958年、World Pacific) ※1953年-1954年録音
- 『チェット・ベイカー&ザ・ライトハウス・オールスターズ』 - Witch Doctor (1985年、Contemporary) ※1953年録音
- 『チェット・ベイカー・プレイズ・バラッド』 - Grey December (1992年、Pacific Jazz) ※1953年録音
- 『ウェスト・コースト・ライヴ』 - West Coast Live (1997年) ※1954年録音。with スタン・ゲッツ

メイナード・ファーガソン
- 『ハリウッド・パーティー』 - Maynard Ferguson's Hollywood Party (1954年、EmArcy)
- 『ディメンションズ』 - Dimensions (1955年、EmArcy)

ジミー・ジュフリー
- 『ジミー・ジュフリー』 - Jimmy Giuffre (1955年、Capitol)

アイリーン・クラール
- 『ワンダフル・ライフ』 - Wonderful Life (1965年、Mainstream)

シェリー・マン
- 『ザ・ウエスト・コースト・サウンド』 - The West Coast Sound (1955年、Contemporary)
- 『スウィンギング・サウンズ』 - Swinging Sounds (1956年、Contemporary)
- 『モア・スウィンギング・サウンズ』 - More Swinging Sounds (1956年、Contemporary)
- Concerto for Clarinet & Combo (1957年、Contemporary)
- The Gambit (1958年、Contemporary)
- 『シェリー・マンのピーター・ガン』 - Shelly Manne & His Men Play Peter Gunn (1959年、Contemporary)
- 『ザ・スリー&ザ・トゥー』 - "The Three" & "The Two" (1960年、Contemporary) ※1954年録音。10インチLPのコンピレーション
- 『アット・ザ・マン・ホール』 - Ruth Price with Shelly Manne & His Men at the Manne-Hole (1961年、Contemporary) ※with ルース・プライス
- 『シェリー・マン&ヒズ・メン・アット・ザ・マンホール』 - Live! Shelly Manne & His Men at the Manne-Hole (1961年、Contemporary)
- Shelly Manne & His Men Play Checkmate (1961年、Contemporary)
- 『マイ・フェア・レディ』 - My Fair Lady with the Un-original Cast (1964年、Capitol)
- Manne–That's Gershwin! (1965年、Capitol)
- 『ボス・サウンズ!』 - Boss Sounds! (1966年、Atlantic)

ジャック・モントローズ
- 『アレンジド・バイ・モントローズ』 - Arranged by Montrose (1954年、Pacific Jazz)

アート・ペッパー
- 『サーフ・ライド』 - Surf Ride (1956年、Savoy) ※1952年-1954年録音
- 『ザ・リターン・オブ・アート・ペッパー』 - The Return of Art Pepper (1956年、Jazz: West)
- 『アート・ペッパー・カルテット』 - The Art Pepper Quartet (1956年、Tampa)
- 『モダン・アート』 - Modern Art (1957年、Intro)
- 『再会』 - Among Friends (1978年、Interplay)

アンドレ・プレヴィン
- The Subterraneans (Soundtrack) (1960年、MGM)

ピート・ルゴロ
- Rugolomania (1955年、Columbia)
- Music for Hi-Fi Bugs (1956年、EmArcy)
- Out on a Limb (1956年、EmArcy)
- New Sounds by Pete Rugolo (1957年、Harmony) ※1954年-1955年録音
- An Adventure in Sound: Brass in Hi-Fi (1958年、Mercury) ※1956年録音
- 10 Trombones Like 2 Pianos (1960年、Mercury)